# Pinnacle Point
Pinnacle Point est le nom d'un ensemble de sites préhistoriques situés à proximité de la ville de Mossel Bay, sur la côte australe de l'Afrique du Sud, dans la province du Cap-Occidental.
Depuis 2000, les fouilles intensives d'une série de grottes ont confirmé l'existence de niveaux d'occupation remontant au Paléolithique moyen, sur un espace temporel allant d'environ 170 000 à 50 000 ans avant le présent (AP). Les fouilles ont livré de nombreux outillages lithiques et vestiges archéologiques appartenant au Middle Stone Age, et quelques fossiles attribués à Homo sapiens.

## Historique
Les premières fouilles ont commencé près de Mossel Bay, à Cap Saint-Blaize, à la fin des années 1880. H. Goodwin a mené d'autres fouilles au début des années 1930, dans le but d'affiner la définition de l'industrie lithique de Mossel Bay, après sa publication de 1929 avec Clarence van Riet Lowe sur les industries africaines du Middle Stone Age. L'industrie de Mossel Bay a été étudiée par Keller en 1969, et dernièrement par Thompson et Marean en 2008.
La dernière campagne de fouilles réalisée à Pinnacle Point a été menée depuis 2000 par une équipe internationale dirigée par le préhistorien et paléoanthropologue Curtis Marean, de l'Institute of Human Origins de l'Université d'État de l'Arizona, et comprenant des chercheurs d'Afrique du Sud (University of Cape Town), d'Australie (UNSW, UoW), d'Israël et de France. Cette campagne se poursuit actuellement.
Avec les sites de Diepkloof et de la grotte de Sibudu, Pinnacle Point est inscrit sur la liste du patrimoine mondial par l'UNESCO en juillet 2024, sous le nom de « L’émergence du comportement humain moderne : les sites d’occupation du Pléistocène en Afrique du Sud ».

## Sites

### Pinnacle Point 5-6
Le site de Pinnacle Point 5-6 (PP 5-6) a livré les plus anciennes preuves d'une utilisation contrôlée de la chauffe pour améliorer l'aptitude à la taille des roches utilisées pour fabriquer des outils.

### Pinnacle Point 13B
Sur le site de Pinnacle Point 13B ont été mises en évidence des traces datées de 164 000 ans d'utilisation des ressources marines (coquillages). Des preuves plus récentes d'un comportement symbolique sont par ailleurs apportées par de l'ocre raclé et broyé, qui pourrait avoir été utilisé comme pigment pour des peintures corporelles.

## Fossiles humains
Les seuls fossiles humains découverts à ce jour se trouvaient dans des niveaux de PP 13B datés d'environ 100 000 ans. Il s'agit de fossiles d'Homo sapiens.

## Paléoclimat
De 190 000 à 130 000 ans avant le présent, la planète était soumise à l'avant-dernière période glaciaire, dite SIO 6. Le climat étant alors froid aux latitudes moyennes et sec sur toute la planète, y compris en Afrique, les ressources alimentaires se seraient raréfiées, conduisant les populations d'Afrique australe vers les rivages pour exploiter les ressources marines, telles que les coquillages et les mammifères marins,.
L'interglaciaire SIO 5c, de 130 000 à 115 000 ans AP, a été au contraire une période d'optimum climatique. Puis le climat a oscillé, alternant périodes fraîches et tempérées, avant d'entrer dans la dernière période glaciaire (SIO 4 à SIO 2) vers 71 000 ans AP.

## Modernité comportementale
Des utilisations plus complexes de l'ocre ont également été mises en évidence dans des niveaux datant de plus de 70 000 ans dans la grotte de Blombos, un gisement situé aussi sur la côte, un peu plus à l'ouest. Ces découvertes semblent contredire l'hypothèse longtemps défendue par le préhistorien américain Richard Klein, selon laquelle la modernité comportementale résulterait d'un basculement culturel soudain survenu au sein de l'espèce Homo sapiens il y a seulement 50 000 à 40 000 ans.